# 1962 en Italie
Chronologie de l'Italie
- 1958
- 1959
- 1960
- 1961
- 1962
- 1963
- 1964
- 1965
- 1966

## Événements
- 27 - 31 janvier : la Démocratie chrétienne italienne infléchit ouvertement son programme à gauche au Congrès de Naples[1].
- 21 février : Amintore Fanfani forme un nouveau gouvernement[2] excluant libéraux et démocrates-chrétiens de droite et qui repose sur l’aile gauche de la DC, les républicains et le PSDI. Le PSI manifeste une abstention favorable et participe au programme du centre-gauche qui prévoit l’institution des quatorze gouvernement régionaux prévus par la Constitution, un programme de développement de l’école, l’abolition du métayage, l’adéquation entre développement économique, justice sociale et harmonisation urbaine, la nationalisation des industries électriques et le maintien de l’Italie dans l’OTAN[1].

- 6 mai : Antonio Segni est élu président de la République italienne[3].

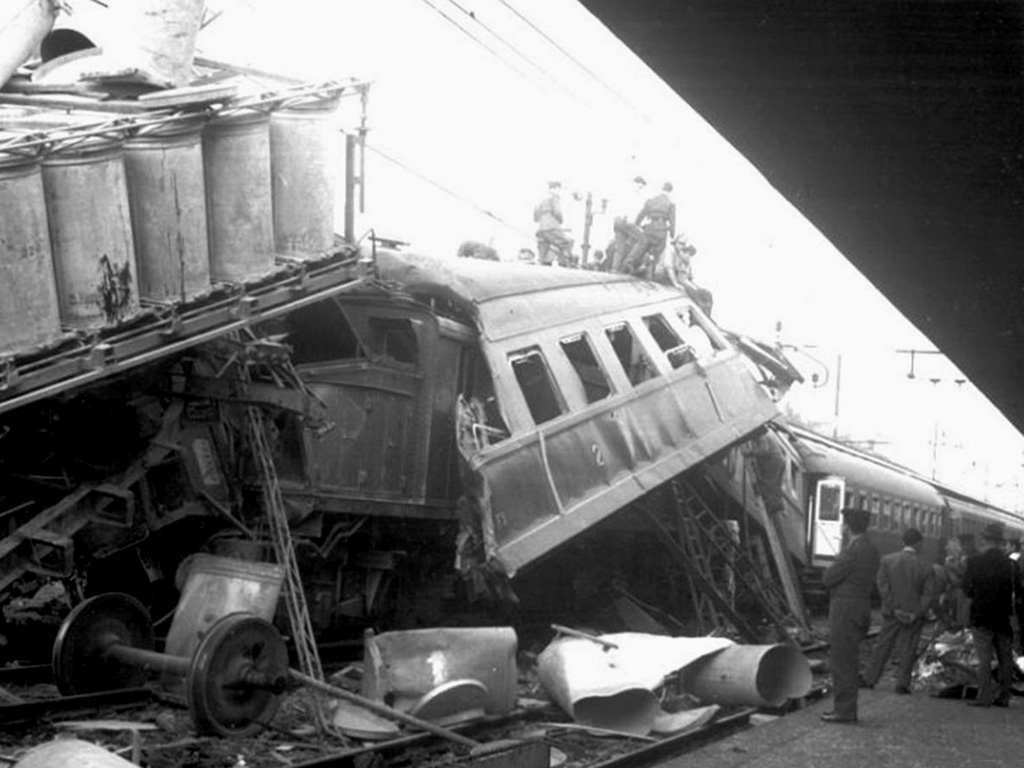
Catastrophe ferroviaire de Voghera

- 31 mai : la catastrophe ferroviaire de Voghera fait 63 morts et 70 blessés[4].

- 14 août : jonction des équipes de forage françaises et italiennes du tunnel du Mont-Blanc[5].
- 21 août : le tremblement de terre d'Irpinia fait 17 morts et de graves dégâts en Campanie[6].

- 11 octobre : ouverture du concile Vatican II[7].
- 27 octobre : Enrico Mattei est tué dans un accident d'avion à Bascapè dans des circonstances mystérieuses[8].

- 27 novembre : nationalisation et fusion des sept compagnies régionales d'électricité en une seule, l'Enel (Ente Nazionale per l'Energia Elettrica), crée le 6 décembre par la loi n. 1643[9].
- 29 novembre-12 décembre : le Parlement italien nomme une commission d’enquête sur la mafia[8].

- 27 décembre : la centrale nucléaire Latina, premier réacteur nucléaire commercial italien, devient opérationnelle[10].

- 31 décembre : réforme scolaire avec l'institution du collège unique[11]. Mise en place d’un enseignement de masse. L’école devient obligatoire jusqu’à 14 ans.

- Mouvement contestataire à l’université de Trente, seule structure de la péninsule à abriter un département de sociologie. Formation du mouvement étudiant italien[12].

- Amorce de récession économique en Italie : la réserve de main-d’œuvre bon marché s’est amenuisée, les syndicats deviennent plus actifs. Comme les salaires augmentent, les marchandises italiennes sont moins compétitives et la croissance des exportations se ralentit. La modernisation de l’industrie se poursuit, marqué par des concentrations réalisées par les holdings d’État (ENI, IRI, ENEL) qui deviennent des géants industriels.

## Culture

### Cinéma
- 29 juillet : 7e cérémonie des David di Donatello.
- Box-office Italie 1962-1963.

#### Films italiens sortis en 1962
- 12 août : Anima nera (Âme noire), film de Roberto Rossellini.
- 31 août : Mamma Roma, deuxième film de Pier Paolo Pasolini.
- 5 décembre : Il sorpasso (Le Fanfaron),  film de Dino Risi

#### Autres films sortis en Italie en 1962
- 23 février ; Boccaccio '70 (Boccace 70), film franco-italien de Mario Monicelli, Federico Fellini, Luchino Visconti et Vittorio De Sica
- 20 septembre : Le Massaggiatrici (Les Faux Jetons), film franco-italien de Lucio Fulci.

#### Mostra de Venise
- Lion d'or pour le meilleur film : Journal intime (Cronaca familiare) de Valerio Zurlini et L'Enfance d'Ivan (Ivanovo detstvo) de Andreï Tarkovski
- Coupe Volpi pour la meilleure interprétation masculine : Burt Lancaster pour Le Prisonnier d'Alcatraz (Birdman of Alcatraz) de John Frankenheimer
- Coupe Volpi pour la meilleure interprétation féminine : Emmanuelle Riva pour Thérèse Desqueyroux de Georges Franju

### Littérature

#### Livres parus en 1962
- Giorgio Bassani : Le Jardin des Finzi-Contini.

#### Prix et récompenses
- Prix Strega : Mario Tobino, Il clandestino (Mondadori)
- Prix Bagutta : Giuseppe Dessì, Il disertore, (Feltrinelli)
- Prix Napoli : Michele Prisco, La dama di piazza, (Rizzoli)
- Prix Viareggio : Giorgio Bassani, Il giardino dei Finzi Contini

## Naissances en 1962
- 5 janvier : Giuseppe Abbagnale, rameur, champion olympique d'aviron en deux barré aux Jeux de Los Angeles en 1984 et de Séoul en 1988.
- 14 février : Gennaro Cannavacciuolo, acteur, chanteur et fantaisiste.
- 14 novembre : Stefano Gabbana, couturier, de la maison Dolce&Gabbana.

## Décès en 1962
- 21 janvier : Arturo Bragaglia, 69 ans, acteur. (° 7 janvier 1893)
- 5 février : Gaetano Cicognani, 80 ans, cardinal de la curie romaine (° 26 novembre 1881).
- 14 décembre : Nazzareno De Angelis, 81 ans chanteur d'opéra, l'une des plus grandes voix de basse du XXe siècle. (° 17 novembre 1881)